# Chorale Roanne Basket
Lo Chorale Roanne Basket è un club francese di pallacanestro della città di Roanne.
È stato fondato nel 1937 e gioca all'Halle André Vacheresse. Attualmente, disputa la Pro A, massima divisione del campionato francese.

## Storia
Nel 1932 il coro del quartiere di Mulsant cominciò a diversificare le sue attività con la creazione di una sezione sportiva. All'inizio si praticava soprattutto il ciclismo, ma nel 1937 su impulso di Henri Rhodamel comincia il settore del basket.
I risultati giungono in pochi anni: nel 1941 lo Chorale raggiunge le semifinali della coppa nazionale. Rimane sempre nell'élite del basket francese e nel 1959 vince il campionato. Il livello sempre più alto delle altre squadre impedisce però alla società della piccola cittadina di ottenere buoni risultati ogni anno e pur rimanendo in prima divisione non riesce più a raggiungere traguardi significativi. L'ultimo acuto di questa fase arriva nel 1964 quando disputa la finale di coppa di Francia in cui deve arrendersi al Le Mans.
La squadra è sempre in lotta per le ultime posizioni e nel 1967 non riesce ad evitare la retrocessione. Appena due anni più tardi riesce a tornare nel massimo campionato e nei primi anni '70 c'è la prima partecipazione europea, in coppa Korać. Nel 1976 è di nuovo seconda divisione in cui resterà fino al 1987 fatta eccezione per una stagione ad inizio anni '80.
Dopo la rivoluzione dei campionati professionistici si ritrova nella stagione 1993-94 a disputare il campionato di Pro B e fra alterne fortune ci resta fino al 2002 quando centra la promozione in Pro A. La svolta arriva con l'allenatore Jean Denys Choulet che guida la squadra dal 2000 e la riporta ai massimi livelli. Lo Chorale riesce a stabilizzarsi in Pro A e nel 2006-07 nonostante il suo budget sia uno dei più bassi della lega conquista il secondo titolo nazionale e la settimana degli assi.

## Roster 2023-2024

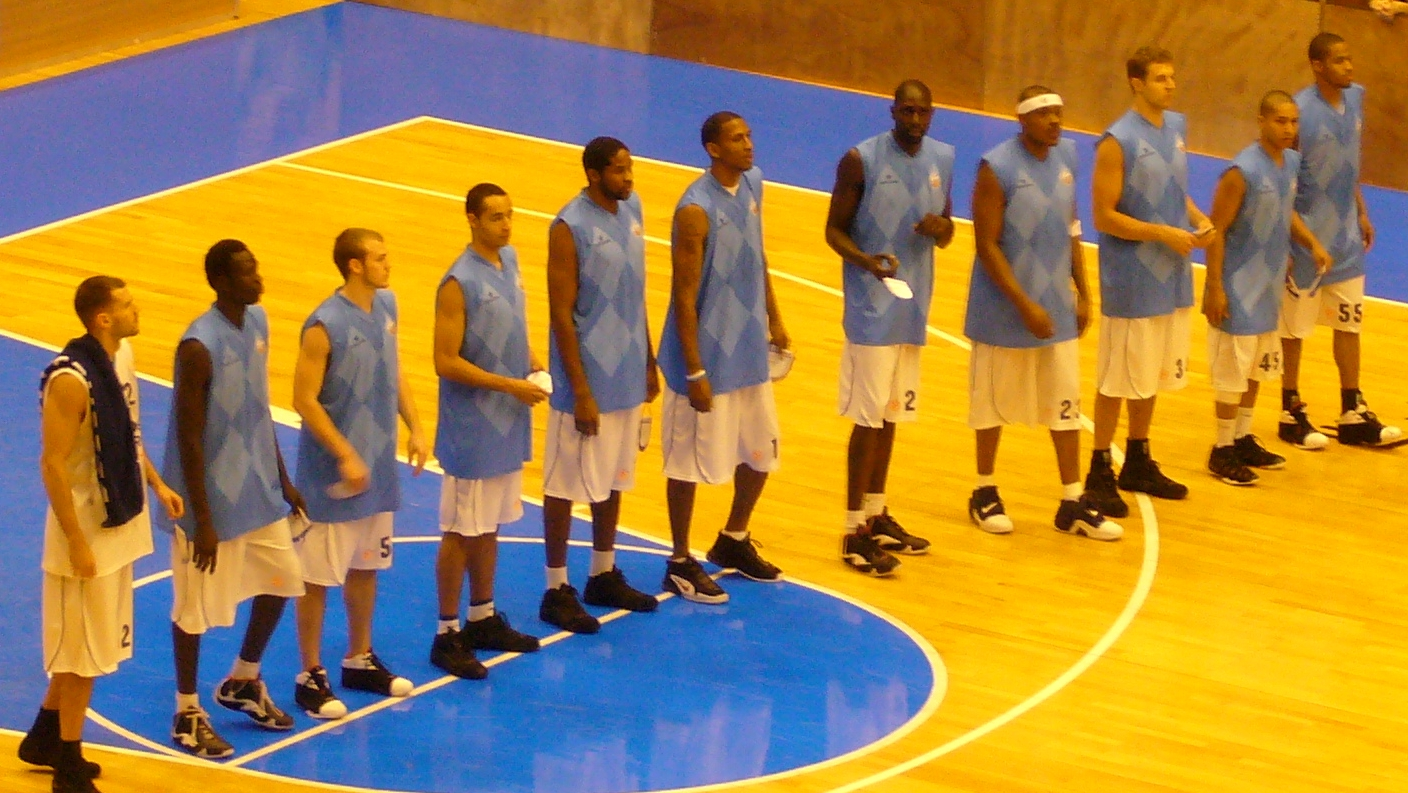
Rosa 2007-2008

Aggiornato al 21 ottobre 2023.
|    | Naz.                                        | Ruolo | Sportivo          | Anno | Alt. | Peso | Note |
| -- | ------------------------------------------- | ----- | ----------------- | ---- | ---- | ---- | ---- |
| 2  | Francia (bandiera)                          | P     | Alexandre Bouzidi | 2004 | 197  |      |      |
| 3  | Stati Uniti (bandiera)                      | AG    | Lewis Sullivan    | 1995 | 201  | 105  |      |
| 5  | Stati Uniti (bandiera)                      | P     | D.J. Cooper       | 1990 | 183  | 80   |      |
| 8  | Francia (bandiera)                          | P     | Antoine Diot      | 1989 | 193  | 86   |      |
| 10 | Guyana (bandiera) · Stati Uniti (bandiera)  | C     | Cyril Langevine   | 1998 | 203  | 102  |      |
| 12 | Francia (bandiera)                          | C     | Yannis Morin      | 1993 | 208  | 95   |      |
| 22 | Stati Uniti (bandiera) · Nigeria (bandiera) | AP    | E.J. Anosike      | 1998 | 201  | 107  |      |
| 24 | Stati Uniti (bandiera)                      | AP    | Jordan Tucker     | 1998 | 201  | 100  |      |
| 31 | Stati Uniti (bandiera)                      | G     | Kellan Grady      | 1997 | 196  | 93   |      |
| 55 | Francia (bandiera)                          | G     | Kadri Moendadze   | 1994 | 191  | 95   |      |

### Staff tecnico
| Allenatore: | Jean-Denys Choulet |
| Assistente: | Loïc Bard          |

## Palmarès
- Campionato francese: 2

1958-1959, 2006-2007
- Semaine des As: 1

2007

## Cestisti
- Philippe Braud 2010-2012
- Joe Burton 2016-
- Ron Davis 1992-1993
- Robert Nyakundi 2017-
- Andre Young 2014-2015

## Allenatori
- André Vacheresse (1945-1961)
- Maurice Marcelot (1961-1969)
- Lucien Piegad (1970-1971)
- Ludvick Luttna (1972-1974)
- Dick Smith (1974-1975)
- Jeff Dubreuil (1975-1977)

- André Vacheresse (1977-1980)
- Jean-Paul Pupunat (1980-1982)
- Jacky Odin (1982-1983)
- Alain Monestier (1983-1984)
- Yvon Leca (1984-1985)
- André Jacquemot (1985-1988)

- Alain Thinet (1988-1993)
- Gilles Versier (1993-1996)
- Patrick Macazaga (1996-1998)
- Mike Gonsalves (1998-2000)
- Jean-Denys Choulet (2000-2008)